# Прогрес (місцевість)
50°21′30″ пн. ш. 26°25′6″ сх. д. / 50.35833° пн. ш. 26.41833° сх. д.
Прогрес — колишнє село при магістральній дорозі неподалік міста Острог, що в Острозькому районі, Рівненської області, десь на віддалі 3-ох кілометрів від Грем'ячого. Зараз у селі 66 садиб, 135 мешканців, кооператив «Альфа» та землі колишнього однойменного колективного сільського господарства.

## Історія
Здебільш висотна околиця Прогреса, як і межового Грозова, теж приховує сліди проживання людей далекого минулого. Тут зринають примітні місця старовинного гончарного, ливарного промислу, поодинокі осередки прадавнього землеробства, про що свідчать рідкісні знахідки предметів побуту, рештки знарядь праці, захисту з ранньої доби середньовіччя та новіших часів.

## Походження назви
Назва Прогрес введена в 1950 році на тлі так званого адміністративного «оновлення» для втілення в ній за однозвучним словом ідеї «оселя, котра прямує до нових позитивних змін». Таку назву отримав і тутешній колгосп, подібно як «Іскра», «Зоря» Рівненського району, «Перемога» на Сумщині, «Промінь» на Херсонщині. В Україні назву Прогрес мають ще 13 населених пунктів і, як правило, у східних регіонах, а на Миколаївщині є і Прогресівка.
Колишня назва цього села в статусі хутора, що був адміністративно підпорядкований Грозівській сільраді, мала запис і звучання «Завидівський», де приховане значення «населений пункт, що мав певне відношення до суміжного села Завидова».
Карта 1992 року село Прогрес не фіксує.
Прогрес має іменовані об'єкти, але переважно спільні з навколишніми селами Грем'яче та Грозів.
За давньою інформацією, тут є назви: Калюга — поле з «калюгою» (заглибиною, заповнюваною стічними водами); Кутова яма — луг з ямою на маєтності Кута; Лози — випас у зарослях лози; Ровеччя — луг, змережений ровами; Свята криниця — утрачене джерельце, де освячували воду; Теребіж — старовинна нива на «протеблених» облогових ґрунтах; Ямище — каскад западистих ям; Яруга — глибока западина в зарослях різних кущів; Ясинівщина — культивовані ґрунти на колишньому зрубі ясенів.